# Guyver
Bio Boosted Armor Guyver (強殖装甲ガイバー Kyōshoku Sōkō Guyver?, lit. "Guyver, Armadura de refuerzo biológico") es el nombre de un manga escrito en 1985 por Yoshiki Takaya que tuvo como primera adaptación un anime de 12 OVA lanzado al mercado desde 1989 a 1992 por la compañía Bandai, llamado "The Guyver: Bio-Booster Armor", posteriormente una series de anime llamada "Guyver: The Bioboosted Armor" adaptó los primeros 59 capítulos del manga y fue transmitido en Japón desde 2005 al año 2006

## Argumento
La serie cuenta la historia de Sho Fukamachi, un muchacho común y corriente que un día, junto a su amigo Tetsuro Segawa, encuentra un extraño artefacto que lo transforma en Guyver, un super soldado que debe usar sus poderes y habilidades para proteger a sus amigos y a sí mismo de una organización llamada Chronos que desea apoderarse de los secretos del artefacto encontrado por Sho. Para ello, enviarán a terribles humanos modificados llamados Zoanoides, con quienes Sho deberá combatir para mantener fuera de peligro no solo a su gente, sino al mundo de lo que pueda hacer Chronos si llega a poseer tal tecnología.

## Personajes
Sho Fukamachi
El protagonista de la historia, un joven normal que fue víctima de las circunstancias. Un día, junto a Tetsuro su sempai, mejor amigo y hermano de su amor platónico, paseaban por un parque cuando una explosión les hizo llegar la unidad de Guyver, la cual Sho accidentalmente presionó contra su frente activando la fusión con su cuerpo. A partir de ese día, ha debido combatir contra los Zoanoids de Chronos no solo por su seguridad, sino además porque ellos atacan a sus seres queridos como medida de presión.
Tetsuro Segawa
El mejor amigo de Sho, es un año mayor, le gusta la ciencia ficción y los mangas, curiosamente, esto le ha hecho especular sobre la unidad que a la larga se vieron ciertas. es el hermano mayor de Mizuki y se alegraría de que fuera la pareja de Sho, ya que lo ve como lo mejor para su hermana. No posee habilidades de pelea, pero siempre acompaña y ayuda a Sho en todo lo que puede, a la larga se transforma en uno de sus pilares más importantes.
Mizuki Segawa
Hermana de Tetsuro y amor platónico de Sho Fukamachi, en el inicio de la historia ve a Sho como un amigo más, de hecho a quien le dedica su "amor juvenil" es a Agito Makishima, quien parece no corresponderle, un extraño triángulo amoroso. Conforme avanza la historia y debido a las situaciones, se da cuenta del amor de Sho y comienza a corresponderle.
Agito Makishima
Coprotagonista con Sho, dado que adquiere bajo sus propios medios la tercera unidad G, convirtiéndose en el Guyver III. De temperamento frío y calculador, es el hijo adoptivo del director de Chronos en su rama japonesa; aprovechándose de su rango obtiene la unidad G y la usa en contra de sus "progenitores", llamándose irónicamente "Zeus" (Hijo de Crono y su asesino según la mitología griega).
Reginald Gyou
Uno de los 12 Zoalords, ambioso y calculador no importa sobre quien tenga que pasar para conseguir el poder que añora, se dice que desde un principio tenía pensado apoderarse de una de las unidades G para convertirse en el ser más fuerte de la tierra.
Doctor Balcus
Otro de los 12 Zoalords y de los más antiguos junto a su líder, principal investigador y desarrollador de la tecnología Zoanoide.
Zector
Elegen
Gastor

## Glosario
Unidad de Guyver
Traje de batalla diseñado por los Creadores como una parte funcional de su arsenal. En su modo pasivo tiene la forma de un disco con una gema en medio el cual contiene el material orgánico que es su verdadera forma, pero al fusionarse con algún organismo vivo adquiere la forma de una armadura que intensifica todas las funciones del anfitrión, convirtiéndolo en un superguerrero. Originalmente no era más que un uniforme básico usado por los Creadores para su protección, pero durante las pruebas en la Tierra, decidieron fusionar una de estas unidades con un humano por mera curiosidad, pero el poder generado sobrepasaba las expectativas tanto que los aterró, la unidad en un humano amplificaba cientos de veces no solo su propio poder, sino también las habilidades físicas del anfitrión; además, una vez instalada la unidad, el humano se volvía inmune a las técnicas de control telepático de los extraterrestres, por ello, los bautizaron como "Guyver" que significa en su idioma "Fuera de control".
Las características más impresionantes de la unidad, es que es capaz de desactivarse y esperar en otra dimensión a que su dueño la llame, además cuando el humano la desactiva, la única seña visible de que es un Guyver son dos glándulas en su espalda que funcionan como transmisor para llamar a la armadura y como comunicador telepático con otros Guyvers, finalmente, es capaz de regenerar el cuerpo completo del anfitrión a partir de incluso una célula, conservando todas sus características e incluso su memoria.
Control Metal
Es el nombre de la gema en medio de la unidad de Guyver, cuando se une a un organismo, se ubica en la frente de la armadura. Es el sistema que controla y estabiliza el tremendo poder que posee la unidad. Si la Control Metal es removida, la unidad y el individuo que la porta se licúan vivos en unos minutos, pero si en ella quedan restos de material genético puede reconstruir a su huésped y la armadura en pocas horas.
Zoanoid
Es el nombre que recibe la siguiente fase en la evolución sufrida por los humanos y que es inducida por los Creadores. En ella se intensifican las cualidades de combate del individuo, dándoles un nuevo aspecto zoomórfico. Este era el objetivo buscado por los Creadores para sembrar la vida y crear a los humanos en la Tierra: desarrollar guerreros que combatiesen sus batallas, pero con la aparición del Guyver fueron abandonados en la Tierra y posteriormente sus líneas de sangre se mezclaron con las de los humanos normales, quedando sus habilidades latentes en los humanos actuales y siendo despertadas por la Corporación Chronos para su ejército.
Zoalord
Nombre que reciben los doce dirigentes y prácticamente dueños de la Corporación Chronos, reciben su poder de sus Zoa-Cristales que les fueron brindados por el Zoalord original Archanfel, dándoles no solo una habilidad más desarrollada en la lucha, sino poderes telequinéticos capaces de controlar a casi cualquier Zoanoid. Uno de los peligros más grandes para la humanidad es también uno de los objetivos primordiales que ellos poseen; encontrar y portar una unidad de guyver. Un Zoalord es miles de veces más poderoso que un zoanoid, pero para la unidad de guyver es básicamente un humano, por lo que si llegaran a fusionarse amplificaría su poder más allá de lo que un guyver, zoanoid u otro zoalord podría encarar.
Modo de Hyper-protección
Si un Guyver queda inconsciente en batalla o su cerebro es dañado, la capacidad de regenerar tejidos lo restauraría en poco tiempo, pero mientras dure la inconsciencia del anfitrión, la Control Medal tomará el control del cuerpo atacando todo ser vivo que esté a su alrededor como una medida de protección ante peligros potenciales. En este estado tanto aliados como enemigos son asesinados, ya que la Control Medal, a pesar de poseer los recuerdos del anfitrión no discrimina entre unos y otros, en este estado el Guyver se vuelve un guerrero extremo, ya que al no poseer miedo, emociones, escrúpulos o valores no se limita de ninguna forma al pelear.
Los Creadores
Conjunto de múltiples razas alienígenas que viajaban por el espacio, esparciendo la semilla de la vida. En la tierra desarrollaron no muy claros experimentos con el fin de conseguir el arma viviente perfecta, sin embargo la creación de los humanos, los zoanoides y después su gran error, el Guyver, les obligaron a cancelar su trabajo y dejar la Tierra con algunos de sus secretos ocultos.
Megasmasher
Arma principal del Guyver, requiere un poco de tiempo para cargarse y aún más para recargarse pero una vez completado el ciclo logra un gran poder de destrucción siendo capaz de viajar grandes distancias y de destruir una gran gamma de materiales; la primera vez que Sho lo utilizó no solo desintegró a su oponente, sino también dejó un surco que atravesó el valle donde peleaban y perforó la montaña al otro extremo, se encuentra en una especie de estuche en el pecho del Guyver, cuando este dispara, abre las placas pectorales hacia el enemigo en cuestión, puede regularse su intensidad abriendo solo una a la vez.